# Kean Etro
Kean Etro (Milano, 3 marzo 1964) è un dirigente d'azienda italiano, direttore creativo della Collezione Uomo della casa di moda italiana Etro fondata nel 1968.
Etro produce collezioni di abbigliamento uomo e donna, e altre collezioni che comprendono accessori, fragranze e arredo per la casa. La maison è famosa per i suoi disegni paisley. Nel 2018 l’azienda ha festeggiato il suo 50º anniversario con la mostra Generation Paisley al Mudec di Milano.

## Biografia
Kean Etro è nato a Milano il 3 marzo del 1964, da Gimmo Etro e Roberta Pontremoli, nipote di Giuseppe Pontremoli. Dopo gli studi a Villars Svizzera, Aiglon College, poi a Cambridge e il corso di Storia Medievale presso l’università Statale di Milano, nel 1986 entra in Etro e nel 1989 sviluppa la divisione Profumi. Disegna la prima collezione Uomo nel 1990, introducendo i concetti che definiranno i valori del brand come la “Nuova Tradizione” e il motto “Faithful to Love and Beauty”.
Dal 1997 realizza le prime sfilate Uomo e Donna, sino all'arrivo di sua sorella Veronica che riceve il testimone nel 2000 per lo sviluppo della collezione Donna.

## Stile e sfilate

ModaMobile - Collezione Uomo Primavera Estate 2003

Le sfilate negli anni diventano sempre un momento dialettico d’incontro e scambio, come veicolo di trasmissione di valori culturali, come per esempio la sfilata autunno inverno 2001/2002 S-upper Market dello stile, dove Kean Etro ha realizzato un progetto di moda “bio” con tessuti a basso impatto ambientale e per presentarlo ha scelto il supermarket Esselunga di via Washington a Milano. Nel 2003 la collezione primavera estate diventa una parata aperta al pubblico, ModaMobile, tra le vie del centro di Milano, mentre per Man Wash - autunno inverno 2005/2006, la ricerca si rivolge al microcosmo di un maglione, di un tessuto, per capirne il vuoto e la sua funzionalità, per riscaldare l’uomo che lo indossa. Per la primavera estate 2011 Tree of Life gli alberi sono i veri protagonisti, l’albero come simbolo sacro che richiama l’unione tra la profondità della terra e lo spazio sconfinato del cielo. Prende corpo la nuova collezione maschile, Gentleman Vs Busyman, autunno inverno 2007/2008 che sottolinea il dibattito tra produttività e pensiero. Etro Coltura per l’autunno inverno 2008/09, prosegue il percorso che ha come supporto esistenziale e visivo, la Madre Terra, ed ancora la sfilata Sartoria Felice, autunno inverno 2014/2015 per un omaggio dialettale all’Italia e alla sua territorialità fino ad arrivare alla collezione primavera estate 2019 con Natura Manifesta, l’amore per la Natura, un amore puro, radicato profondamente in noi, qualcosa di primitivo e ancestrale.

## Progetti speciali
Kean Etro è particolarmente attento ai temi ambientali e sociali ed ha ideato e sostenuto iniziative quali “GliOggetti dell’Affetto” con Sotheby’s a favore di Vidas nel 2002, un esempio di come la moda può preoccuparsi di ristabilire lo stesso senso d'amore che c’è quando si nasce e anche quando si deve lasciare questo mondo. La commistione di elementi appartenenti alla Natura permette di sconfinare in un bestiario fantastico: è il mondo degli https://www.mffashion.com/news/backstage/al-mudec-il-viaggio-lungo-50-anni-della-etro-s-tribe-201809211803426492, 1997. Come esseri umani apparteniamo al Regno Animale, così come sottolineato nella scelta espositiva della mostra Reigning Men, fashion in menswear 1715 – 2015,  al Lacma nel 2015 con una selezioni di capi dove la pelliccia viene stampata sul tessuto, creando un’illusione ottica in cui la grafica a rilievo e la fotografia della pelliccia eliminano l’animale dal processo produttivo. Il tema della biodiversità è stato illustrato durante la conferenza di Parigi del 2002 dedicata alla moda organica "Organico come armonico in tutte le sue imperfezioni", organizzata dall’International Herald Tribune, ed anche attraverso il progetto 10.000 Orti in Africa di Carlo Petrini presidente di Slow Food. Inoltre Kean Etro è stato il primo designer internazionale ad essere stato inviato alla settimana della moda internazionale di Dakar in Africa nel 2000. La magia delle maestranze è stata raccontata rendendo omaggio all’arte della sartoria, all’opera di quei laboratori della Puglia che partecipano con il loro sapere, trasmesso di generazione in generazione, alla realizzazione della collezione uomo, a cui è stata dedicata una sfilata presentando l’artigianato a 0 Km nel 2014. Nel 2016 viene lanciato il progetto The Circle of Poets, una chiamata a partecipare, alla condivisione. Poeti, giovani, scapigliati sostenitori della bellezza si incontrano generando scambio e valore, perché l’arte è da sempre per Etro parte stessa dell’identità del marchio. Nel 2018 per festeggiare il 50º anniversario del brand viene realizzata al Mudec di Milano la mostra Generation Paisley, un percorso organico, una sedimentazione di idee, di segni e di esperienze che si traduce in oggetti del quotidiano.

## Premi e riconoscimenti
- Primo Best Italian Fashion Film 2017 - Fashion Film Festival Milano - “Infinite Path” regia di Francesco Torricella & Arice
- Premio Slow Web 2016 - Università Cattolica di Milano per il progetto “The Circle of Poets”
- Academy Marketing Science - Global Marketer of the Year per il progetto Sartoria Felice 18° World Marketing Congress Bari Luglio 2015
- Elle Gourmet Awards – Creadores de Estilo de Vita – Madrid Luglio 2015
- Gq Spain Men of the Year Award – Best international designer – Madrid Novembre 2010
- Premio Web Italia Terza Edizione 2004 - Sito etro.it Alfabetro, web agency Arachno

## Mostre e conferenze
- "Etro Generation Paisley” Mudec - Milano 2018
- “Forum Pulire” - Milano 2018
- Convegno “Impossibile può diventare possibile" -  Iseo 2018
- Italiana, l’Italia vista dalla moda 1971 – 2001 – Palazzo Reale, Milano 2018
- "WWD Men’s Wear Summit" - New York 2016
- “Letteralmente Festival” - Teatro Franco Parenti Milano 2016
- L’Eleganza del cibo, tales about food & Fashion – Art Space – New York 2016
- "Colloqui di Martina Franca" - Martina Franca, Italia 2015
- Reigning Men, fashion in menswear 1715 – 2015 Lacma Los Angeles 2015
- L’Eleganza del cibo, tales about food & Fashion – Mercati di Traiano Musei dei fori imperiali - Roma 2015
- TDM5: Grafica Italiana – Triennale Design Museum Milano – 2012/2013
- Quali cose siamo – III Triennale Design Museum – Triennale Design Museum Milano - 2010
- “Fashion 2002 - Luxury Unlimited” International Herald Tribune organizzata da Suzy Menkes, Parigi - 5/6 Dicembre, 2002